# Arhopala epimete
Arhopala epimete är en fjärilsart som beskrevs av Otto Staudinger 1889. Arhopala epimete ingår i släktet Arhopala och familjen juvelvingar. Inga underarter finns listade i Catalogue of Life.

## Bildgalleri

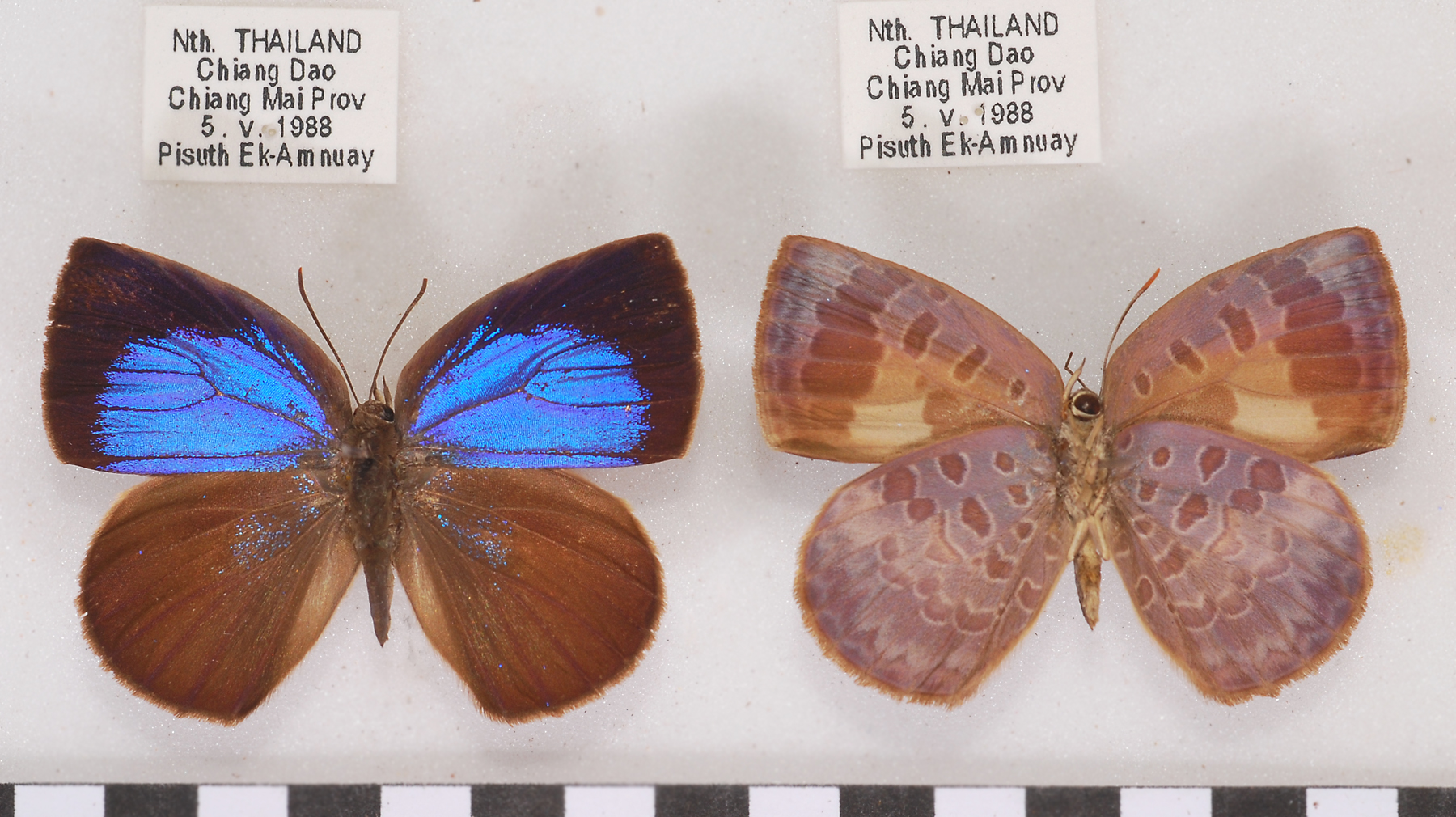
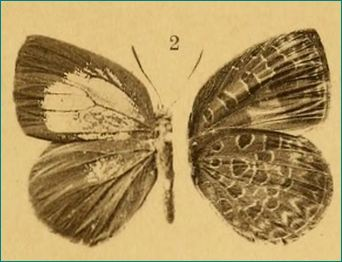